# École de Stanford (philosophie)
L'École de Stanford (aussi appelée en anglais avec humour Stanford Disunity Mafia) est un groupe de philosophes des sciences dont les membres ont enseigné à diverses époques à l'université Stanford et qui partagent une même position contre l'unité de la science, .
Leurs critiques proviennent largement des recherches sur la science en tant que processus social et culturel ainsi que des arguments sur la pluralité ontologique et méthodologique attachée aux différents champs scientifiques. Ce groupe comprend Nancy Cartwright, John Dupré, Peter Galison, Ian Hacking et Patrick Suppes,. Une position notable mise en avant par les membres de l'école de Stanford est le réalisme d'entité.
Un colloque majeur avec tous les membres originaux (excepté Ian Hacking), des collaborateurs scientifiques d'origine, des philosophes proches et la jeune génération dans ce courant a eu lieu sur le campus de Stanford les 25 et 26 octobre 2013. Les actes de ce colloque sont en cours de préparation, et incluront d'autres contributeurs.